# Nanotub de carbon

Nanotub de carbon în mişcare de rotaţie

Nanotuburile de carbon (NTC) sunt alotropi ai carbonului cu nanostructură cilindrică. Nanotuburile sunt construcții cu raport între lungime și diametru de până la 132,000,000:1  semnificativ mai lung decât în cazul oricărui alt material. 
Acest cilindru format din molecule de carbon au proprietăți neobișnuite, care sunt valoroase pentru nanotehnologie, electronică, optică și în alte domenii ale științei și tehnicii. 
În particular datorită conductivității termice și proprietăților mecanice și electrice deosebite, nanotuburile de carbon au diverse aplicabilități ca aditivi pentru diverse materiale structurale. De exemplu, nanotuburile formează mici porțiuni în unele obiecte fabricate în principal din  fibră de carbon, ca de exemplu bâte de baseball, de golf sau componente auto.
Nanotuburile fac parte din familia structurilor fulerene. Numele lor derivă din structurile lungi, scorburoase, cu peretele format din foi de carbon având grosimea unui atom, numite grafen.

## Resurse descărcabile gratuit
- en NT06 – the major CNT event – click the speakers
- en NT05 – click the "HERE"s
- en Selection of free-download articles on carbon nanotubes